# 불교 용어 목록 (오)

바로가기:
ㄱ
경
구
ㄴ
ㄷ
ㄹ
ㅁ
명
무
묵
ㅂ
불
ㅅ
삼
삽
선
소
수
시
심
ㅇ
오
온
유
육
이
ㅈ 

정
지
ㅊ
ㅋ
ㅌ
ㅍ
ㅎ

## 오견
5견(五見, 산스크리트어: pañca-drstayah)은 유신견(有身見) · 변집견(邊執見) · 사견(邪見) · 견취(見取) · 계금취(戒禁取)의 5가지 잘못된 견해 즉  5가지 염오견(染汚見: 번뇌에 오염된 견해)을 말한다. 5염오견(五染污見), 5리사(五利使) 또는 5벽견(五僻見)이라고도 한다.

## 오과
5과(五果, 산스크리트어: pañca phalāni)는 부파불교의 설일체유부의 4연(四緣) · 6인(六因) · 5과(五果)의 인과설과 대승불교의 유식유가행파의 4연(四緣) · 10인(十因) · 5과(五果)의 인과설에서의 5과(五果)인 다음의 5가지 종류의 결과[果], 즉 결과에 대한 다음의 5가지 분류를 말한다.
1. 등류과(等流果) 산스크리트어: nisyanda-phala
2. 이숙과(異熟果) 산스크리트어: vipāka-phala
3. 이계과(離繫果) 산스크리트어: visajyoga-phala
4. 사용과(士用果) 산스크리트어: purusakāra-phala
5. 증상과(增上果) 산스크리트어: adhipati-phala

## 오근의 증상
5근의 증상[五根增上]은 22근 가운데 5가지인 안근 · 이근 · 비근 · 설근 · 신근의 5근(五根)이 가지는 4가지 뛰어난 작용력인 장엄신(莊嚴身) · 도양신(導養身) · 생식등(生識等) · 불공사(不共事)를 말한다. 5근 또는 22근에서 '근(根)'은 증상력 즉 뛰어난 작용력을 뜻한다. 따라서, 이들 4가지 증상력은 5근을 왜 '5근, 즉 5가지 근'이라고 부르는가에 대한 이유이기도 하다.
장엄신(莊嚴身)은 5근이 소의신을 장엄하는 뛰어난 작용력이 있다는 것을 말하는데, 예를 들어 눈이 멀거나 귀가 먹게 되면 몸이 누추해지는데 눈이나 귀가 있으므로 그렇지 않게 된다는 것을 뜻한다.
도양신(導養身)은 5근이 소의신을 이끌고 기르는 뛰어난 작용력이 있다는 것을 말하는데, 예를 들어 눈으로 험한 곳을 볼 수 있어서 피할 수 있거나 몸으로 단식(段食: 4식의 하나로, 분할되어 섭취되는 에너지, 곧 음식물)을 수용하는 것을 뜻한다.
생식등(生識等)은 5근이 의식 등을 낳는 뛰어난 작용력이 있다는 것을 말하는데, 예를 들어 안근이 소의가 되고 색경이 소연이 되어 안식이 생겨나는 것과 안식에 상응하는 안촉 · 안촉소생수 · 안촉소생상 · 안촉소생사 등의 마음작용이 생겨나는 것을 말한다.
불공사(不共事)는 5근의 각각이 서로 공통되지 않은 일을 하는 뛰어난 작용력이 있다는 것을 말하는데, 예를 들어 눈은 보고 귀는 듣는 것을 말한다.

## 오리사
5리사(五利使)는 5견(五見)의 다른 말이다.

## 오벽견
5벽견(五僻見)은 5견(五見)의 다른 말이다.

## 오부
5부(五部)는 문자 그대로의 뜻은 '다섯 갈래의 부류'라는 뜻으로, 번뇌에 대하여 적용하는 견고소단(見苦所斷) · 견집소단(見集所斷) · 견멸소단(見滅所斷) · 견도소단(見道所斷) · 수도소단(修道所斷)의 5가지 부류를 말한다. 한편, 6수면(六隨眠)에서 견(見)을 5가지로 세분한 것이 10수면(十隨眠)이고, 10수면을 3계와 5부(五部)와 관련지어 세분한 것이 98수면(九十八隨眠) 즉 98근본번뇌이며, 이 98가지 근본번뇌에 수번뇌인 10전(十纏)을 더한 것이 108번뇌(百八煩惱)이며, 108번뇌는 사실상 '모든 번뇌'를 의미한다.
5부(五部)는 번뇌를 고 · 집 · 멸 · 도의 4성제에 대한 관찰[見]에 의해 끊어지는 것과 4성제에 대한 수행[修習]에 의해 끊어지는 것으로 나눈 것이다. 4성제에 대한 관찰[見]에 의해 끊어지는 번뇌들을 고 · 집 · 멸 · 도에 대응하여 각각 견고소단 · 견집소단 · 견멸소단 · 견도소단이라고 한다. 그리고 수도소단은 4성제의 도제를 닦고 익힘[修習]에 의해 끊어지는 번뇌를 말한다.
5부 가운데 견고소단 · 견집소단 · 견멸소단 · 견도소단의 4가지 부(部)의 번뇌들은 모두 수행계위 중 견도(見道)에서 한꺼번에 끊어지는 번뇌들이기 때문에, 통칭하여 견소단(見所斷)이라고 한다. 이에 비해  수도소단의 1가지 부(部)의 번뇌들은 모두 수행계위 중 수도(修道)에서 점진적으로 약화되다가 최종적으로 끊어지는 번뇌들이기 때문에, 통칭하여 수소단(修所斷)이라고 한다.
5부에 대한 설명을 간략히 목록으로 나타내면 다음과 같다.
- 견고소단은 4성제 가운데 고제에 대한 관찰에 의해 끊어지는 번뇌를 말한다.
- 견집소단은 4성제 가운데 집제에 대한 관찰에 의해 끊어지는 번뇌를 말한다.
- 견멸소단은 4성제 가운데 멸제에 대한 관찰에 의해 끊어지는 번뇌를 말한다.
- 견도소단은 4성제 가운데 도제에 대한 관찰에 의해 끊어지는 번뇌를 말한다.
- 수도소단은 4성제 가운데 도제의 수행에 의해 끊어지는 번뇌를 말한다. 즉 도제의 수행법을 닦고 익힘[修習]에 의해 끊어지는 번뇌를 말한다.

## 오상분결
5상분결(五上分結)은 5하분결(五下分結)에 상대되는 낱말로, 유정을 색계 · 무색계에 결박(結縛)시키는 5가지 번뇌인 색탐(色貪: 색계의 탐) · 무색탐(無色貪: 무색계의 탐) · 도거(掉舉) · 만(慢) · 무명(無明)을 말한다.
원래의 명칭은 5순상분결(五順上分結)이며, 이 낱말의 문자 그대로의 뜻은 상분계(上分界) 즉 색계 · 무색계의 상2계에 수순[順]하게 하는 5가지의 결(結)이다. 줄여서 5상결(五上結) 또는 5상(五上)이라고도 한다.
일반적으로 '결(結)'이라는 낱말을 붙여서 색탐결(色貪結) · 무색탐결(無色貪結) · 도거결(掉舉結) · 만결(慢結) · 무명결(無明結)이라고 부른다.
《대지도론》 제57권에 인용된 고타마 붓다의 가르침을 비롯한 불교 일반의 교학에 따르면, 5상분결을 모두 끊으면 성문4과 가운데 제4과인 아라한과를 증득하게 된다. 이 지위는 3계의 모든 번뇌를 극복하여 3계의 속박으로부터 해탈한 상태이다. 즉, 열반을 증득한 상태이다.

## 오수
5수(五受)는 낙수(樂受, 즐거움) · 고수(苦受, 괴로움) · 희수(喜受, 기쁨) · 우수(憂受, 슬픔) · 사수(捨受, 무덤덤함, 평온)를 말한다.

## 오수근
5수근(五受根)은 22근 가운데 5가지인 낙근(樂根) · 고근(苦根) · 희근(喜根) · 우근(憂根) · 사근(捨根)을 말한다. 줄여서 각각을 낙 · 고 · 희 · 우 · 사라고도 한다. 5수근을 줄여서 5수(五受)라고도 하는데, 단순히 5수라고 하면 이들 5가지의 감각 · 느낌 또는 정서만을 뜻한다.
'수(受)'는 느낌 · 영납(領納: 받아들임)이라는 뜻인데, 감각적 · 정서적 기능 또는 마음작용과 이 기능 또는 마음작용의 결과물인 감각 · 느낌 또는 정서를 말한다. 낙(樂)은 즐거움, 고(苦)는 괴로움, 희(喜)는 기쁨, 우(憂)는 근심, 사(捨)는 즐겁지도 괴롭지도 않음 또는 기쁘지도 근심스럽지도 않음을 의미한다. 수(受)라는 기능 또는 마음작용의 결과물이라는 측면에서 보면, 수(受)는 외부 대상과의 접촉[觸: 근경식의 3사화합]에 의하여 받게 되는 이들 5가지의 감각 · 느낌 또는 정서를 말한다.
'근(根)'은 증상력(增上力) 즉 뛰어난 힘 또는 작용력을 가지고 있다는 것을 뜻한다.
따라서, '5수근(五受根)'이라는 말은 낙 · 고 · 희 · 우 · 사의 5가지 감각 · 느낌 또는 정서가 어떤 뛰어난 작용을 한다는 것을 뜻한다. 이 뛰어난 작용을 전통적인 용어로 5수근의 증상[五受根增上]이라고 한다.

## 오수근의 증상
5수근의 증상[五受根增上]은 22근 가운데 5가지인 낙근 · 고근 · 희근 · 우근 · 사근의 5수근(五受根)이 가지는 뛰어난 작용력을 말한다. 즉, 낙(樂: 즐거움) · 고(苦: 괴로움) · 희(喜: 기쁨) · 우(憂: 근심) · 사(捨: 즐겁지도 괴롭지도 않음, 기쁘지도 근심스럽지도 않음)의 5가지 감각 · 느낌 또는 정서가 가지는 다음의 2가지 뛰어난 작용력을 말한다. '근(根)'은 증상력(增上力) 즉 뛰어난 힘 또는 작용력을 가지고 있다는 것을 뜻한다.
- 염증상(染增上): 염(染: 염오법, 유루, 불선과 유부무기)에 대해 증상력이 있다는 뜻으로, 탐(貪) 등의 수면(隨眠) 즉 근본번뇌가 낙 · 고 · 희 · 우 · 사의 감각 · 느낌 또는 정서를 섭수(攝受)하여 이전보다 더 강화된다는 것을 말한다. 즉 근본번뇌를 더 심해지게 하고 나아가 불신(不信) · 분(忿) · 해(害) 등의 수번뇌가 나타나게 한다는 것을 말한다.[40][45]

- 정증상(淨增上): 정(淨: 청정법, 무루, 선)에 대해 증상력이 있다는 뜻으로, 낙 · 고 · 희 · 우 · 사의 감각 · 느낌 또는 정서가 정(定) · 신(信) · 6출리(六出離)의 소의 즉 발동근거가 되는 것을 말한다.[40][45]

정증상의 경우, 낙(樂)의 감각 · 느낌 또는 정서가 정(定)의 소의 즉 발동근거가 되는데, 이것은 6경을 접촉하여 일어나는 낙의 감각 · 느낌 또는 정서는 선의 방향으로 작용할 때 심신이 안락해지게 한다는 것으로, 심신이 안락하면 마음도 삼매와 상응하여 정(定)을 획득하게 된다는 것을 뜻한다.
고(苦)의 감각 · 느낌 또는 정서가 신(信)의 소의 즉 발동근거가 되는데, 이것은 '낙으로써 낙을 구할 수는 없고, 괴로움 이후에 도를 성취하게 된다'는 것을 말하는 것으로, 6경을 접촉하여 일어나는 고의 감각 · 느낌 또는 정서는 선의 방향으로 작용할 때 생사윤회의 괴로움을 싫어하는 염(厭)의 마음이 생기게 하고 열반의 대락(大樂)을 욕구하게 하며 이에 따라 청정법에 대한 신(信)을 일으키게 된다는 것을 뜻한다.
희 · 우 · 사의 감각 · 느낌 또는 정서가 6출리(六出離)의 소의 즉 발동근거가 된다. 6출리는 색 · 성 · 향 · 미 · 촉 · 법의 6경의 속박으로부터 벗어나는 것을 말한다. 즉, 6경을 접촉하여 일어나는 희 · 우 · 사의 감각 · 느낌 또는 정서는 선의 방향으로 작용할 때 6경에 대한 애착을 떠나게 하는 역할을 하기 때문에 6출리의 소의 즉 발동근거가 된다.

## 오식
5식(五識)은 안식(眼識) · 이식(耳識) · 비식(鼻識) · 설식(舌識) · 신식(身識)을 통칭한다. 전5식(前五識) 또는 5식신(五識身) 이라고도 한다.

## 오식신
5식신(五識身)은 5식(五識)의 다른 말이다.

## 오신채
5신채(五辛菜)는 불교에서 금하는 다섯 가지 채소를 일컫는다. 5훈채(五葷菜)라고도 부른다. 마늘[大蒜, 대산] · 파[革蔥, 혁총] · 부추[蘭蔥, 난총] · 달래[慈蔥, 자총] · 아위[興蕖, 흥거]의 다섯 가지이다. 율장(律藏)에 따르면, 이러한 음식을 공양하면 입 주위에 귀신이 달라붙는다고 한다.

## 오악견
5악견(五惡見)은 5견(五見)의 다른 말이다.

## 오안
오안(五眼, 산스크리트어: pañca caksūjsi, 팔리어: pañca cakkhūni: 다섯 가지 눈)은 사물과 이치를 보는 데에 있어 그 깊이와 폭이 다른 다섯 가지의 눈인 육안(肉眼) · 천안(天眼) · 혜안(慧眼) · 법안(法眼) · 불안(佛眼)을 통칭하는 낱말이다. 성불(成佛) 시에 육안 · 천안 · 혜안 · 법안은 그 본래의 이름은 없어지고 단지 불안이라고만 하게 된다.

## 오염오견
5염오견(五染污見)은 5견(五見)의 다른 말이다.

## 오온
오온(五蘊, 팔리어: pañca khandha, 산스크리트어: pañca-skandha)은 모든 유위법(有爲法: 생멸 · 변화하는 것, 조작(造作)된 것)을 구성하고 있다고 보는 색(色: 육체, 물질) · 수(受: 지각) · 상(想: 표상) · 행(行: 의지, 욕구) · 식(識: 마음, 의식)의 다섯 요소를 말한다. 오온에는 무위법(無爲法: 생멸 · 변화하는 것이 아닌 것, 조작(造作)된 것이 아닌 것)이 포함되어 있지 않다. 한편, 오온은 무루법(無漏法)과 유루법(有漏法) 모두에 통한다. 유루법에 통한 오온을 오취온(五取蘊)이라 한다.

## 오욕
1. 5욕(五欲,
산스크리트어: pañca-kāmāh,
pañca-kāma-guṇa,
팔리어: pañca-kāmā,
티베트어: 'dod pa lnga,
'dod pa lnga'i yon tan,
영어: five desires,
five kinds of desire,
five lusts)은 외적 대상인 색(色) · 성(聲) · 향(香) · 미(味) · 촉(觸)의 5경(五境)에 대한 탐욕 또는 집착인 색욕(色欲) · 성욕(聲欲) · 향욕(香欲) · 미욕(味欲) · 촉욕(觸欲)을 말한다. 5묘욕(五妙欲) · 5묘색(妙色) · 5묘(五妙) · 묘5욕(妙五欲) · 5욕덕(五欲德) · 5욕공덕(五欲功德) · 5욕락(五欲樂) · 5락(五樂) · 5종락(五種樂)이라고도 한다.
욕(欲)에는 욕구 · 원함 · 희망 · 바람의 뜻도 있고, 애착 · 탐 · 탐욕 · 갈애 · 집착 · 탐착의 뜻도 있는데 5욕(五欲)에서의 욕(欲)은 후자의 번뇌로서의 욕을 뜻한다.
《마하지관》 제4권과 《천태사교의》와 《삼장법수》에 따르면,
5경은 그 자체로는 탐욕 · 집착 또는 갈애가 아니다. 하지만 그 안에는 어떤 맛[味]이 들어있는데 이 맛은 능히 수행자[行人]로 하여금 반드시[須] 탐욕 · 집착 또는 갈애를 일으키게 한다. 비유하자면 마치 가짜 스승[陶師]이 사람들을 끌어들이지만 결국 아무런 성취도 얻을 수 없는 것처럼 5욕도 이와 같아서 항상 사람을 끌어들여서 온갖 마경(魔境)에 들어가게 한다. 이러한 취지에서 5경이 지닌 맛에 의해 불러일으켜지는 5욕은 꾸짖을 만한 것[訶] 즉 항상 지켜 경계해야 할 대상이 된다.
2. 5욕(五欲)은 재욕(財欲) · 색욕(色欲) · 음식욕(飲食欲) · 명욕(名欲) · 수면욕(睡眠欲)을 말한다. 여기서의 욕(欲)도 욕구 · 희망 등의 뜻이 아니라 갈애 · 집착 · 탐착 등의 뜻이다.

## 오위
1. 5위(五位)는 일반적인 의미는 법(존재), 교의, 수행의 차제, 현상 등을 5가지로 분류하는 것을 말한다. 즉 5가지 그룹 또는 5가지 범주를 말한다.
2. 5위(五位)는 5법(五法) · 5사(五事) 또는 5품(五品)이라고도 하는데 일체법 즉 유위법과 무위법의 모든 법을 5가지 범주 또는 그룹으로 구분하는 것 또는 그렇게 구분하여 성립된 5가지 범주 또는 그룹을 말한다.
부파불교의 설일체유부의 5위 75법의 법체계에서는 일체법을 (1) 색법(色法: 물질), (2) 심법(心法: 마음), (3) 심소법(心所法: 마음작용), (4) 심불상응행법(心不相應行法), (5) 무위법(無爲法)의 순서로 5가지 범주 또는 그룹으로 구분한다.
대승불교의 유식유가행파와 법상종의 5위 100법의 법체계에서는 일체법을 (1) 심법(心法: 마음), (2) 심소법(心所法: 마음작용), (3) 색법(色法: 물질), (4) 심불상응행법(心不相應行法), (5) 무위법(無爲法)의 순서로 5가지 범주 또는 그룹으로 구분한다.
3. 5위(五位)는 부파불교의 수행에서의 5종의 계위인 (1) 자량위(資糧位), (2) 가행위(加行位), (3) 견도위(見道位), (4) 수도위(修道位), (5) 무학위(無學位)를 말한다.
4. 5위(五位)는 대승불교의 수행에서의 5종의 계위인 (1) 자량위(資糧位), (2) 가행위(加行位), (3) 통달위(通達位), (4) 수습위(修習位), (5) 구경위(究竟位)를 말한다.
5. 5위(五位)는 선종의 일파인 조동종의 동산5위(洞山五位)를 말한다. 동산5위는 조동종의 개조인 동산 양개가 마음의 상태를 5가지로 나누어 수행자들에게 제시한 것으로, 선종의 철리(哲理)와 참선하는 공부를 5가지의 요목으로 묶은 것이다.  동산5위(洞山五位) 또는 줄여서 5위(五位)는 다시 정편5위(正偏五位)와 공훈5위(功勳五位)로 나뉘는데, 전자는 선(禪)의 철리를 위주로 한 구분이고 후자는 실천하는 참선 공부를 위주로 한 구분이다. 정편5위는 정중편(正中偏) · 편중정(偏中正) · 정중래(正中來) · 편중지(偏中至) · 겸중도(兼中到)의 5가지 요목으로 이루어져 있고, 공훈5위는 향(向) · 봉(奉) · 공(功) · 공공(共功) · 공공(功功)의 5가지 요목으로 이루어져 있다.
6. 5위(五位)는 태아(胎芽, 胎兒)가 어머니 태(胎)에 들어선 때부터 출생할 때까지의 생리학적 단계를 5단계로 나눈 태내5위(胎內五位)를 말한다.
7. 5위(五位)는 사람이 출생한 때부터의 죽음까지의 생리학적 단계를 5단계로 나눈 태외5위(胎外五位)를 말한다.

## 오인
5인(五因)은 4대종과 소조색(4대종에 의해 만들어진 물질)의 인과관계에 대한 설일체유부 등의 부파불교의 교의에서, 4대종이 소조색에 대해 가지는 원인[因]으로서의 5가지 측면을 말한다. 이 5가지 측면을 생인(生因) · 의인(依因) · 입인(立因) · 지인(持因) · 양인(養因)이라고 한다.

## 오작
오작(惡作)은 이전의 잘못된 행위를 미워한다는 뜻으로,  이전의 잘못된 행위를 후회한다는 뜻의 악작(惡作) 또는 회(悔)의 마음작용의 다른 말이다.

## 오정
오정(五情)은 안근(眼根: 눈) · 이근(耳根: 귀) · 비근(鼻根: 코) · 설근(舌根: 혀) · 신근(身根: 몸)의 5근을 말한다.

## 오정진
5정진(五精進)은 무착의 《대승아비달마집론》, 안혜의 《대승아비달마잡집론》, 호법 등의 《성유식론》 등에 나오는, 정진(精進) 또는 근(勤)의 5단계의 차별인 피갑(被甲) · 가행(加行) · 무하(無下) · 무퇴(無退) · 무족(無足)을 말한다.
안혜의 《대승광오온론》에서는 피갑(被甲) · 가행(加行) · 무겁약(無怯弱) · 불퇴전(不退轉) · 무희족(無喜足)이라 명명하고 있다.
무착의 《현양성교론》에 따르면, 불교 경전에서는 유세(有勢) · 유근(有勤) · 유용(有勇) · 견맹(堅猛) · 불사선액(不捨善軛)이라 명명하고 있다.

## 오종세간
5종세간(五種世間)은 혜원의 《대승의장》 제20권에 따르면, 《열반경》에서 설하는 다음의 5가지 세간(世間)을 말한다. 혜원에 따르면, 앞의 2가지는 중생 즉 유정에 대한 차별(差別) 즉 구분이고, 뒤의 3가지는 기세(器世) 즉 '유정이 거주하는 물리적 시스템으로서의 우주공간'에 대한 차별이다.
1. 중생세간(衆生世間)
2. 5음세간(五陰世間)
3. 국토세간(國土世間)
4. 5욕세간(五欲世間)
5. 8법세간(八法世間)

## 오중
1. 5중(五衆, 영어: five skandhas)에서 중(衆)은 화합 · 집적의 뜻으로, 5중은 5온(五蘊)의 구역(舊譯)이며 5음(五陰)과 동의어이다. 구마라습이 번역한 《법화경》과 《대지도론》 등에는 5온을 뜻하는 낱말로 5중이 쓰이고 있다.
2. 5중(五衆, 영어: five kinds of disciples of the Buddha)은 불제자 중에서 출가자를 다음의 다섯 그룹[衆]으로 구분한 것이다.
1. 비구(比丘, 산스크리트어: bhikṣu, 팔리어: bhikkhu)
2. 비구니(比丘尼, 산스크리트어: bhikṣuṇī, 팔리어: bhikkhunī)
3. 식차마나(式叉摩那, 산스크리트어: śikṣamāṇā, 팔리어: sikkhamānā)
4. 사미(沙彌, 산스크리트어: śrāmaṇera, 팔리어: sāmaṇera)
5. 사미니(沙彌尼, 산스크리트어: śrāmaṇerikā, 팔리어: sāmaṇerī)

## 오촉
1. 5촉(五觸)은 유대촉(有對觸) · 증어촉(增語觸) · 명촉(明觸) · 무명촉(無明觸) · 비명비무명촉(非明非無明觸)을 말한다.
2. 5촉(五觸)은 순락수촉(順樂受觸) · 순고수촉(順苦受觸) · 순희수촉(順喜受觸) · 순우수촉(順憂受觸) · 순사수촉(順捨受觸)을 말한다.

## 오취온
5취온(五取蘊)은 유루법(有漏法)에 통한 5온(五蘊)이다. 5취온(五取蘊)에서 취(取, upādāna)는 번뇌의 뜻이다.

## 오하분결
5하분결(五下分結)은 5상분결(五上分結)에 상대되는 낱말로, 유정을 욕계에 결박(結縛)시키는 5가지 근본번뇌인 유신견(有身見) · 계금취견(戒禁取見) · 의(疑) · 욕탐(欲貪: 욕계의 탐) · 진에(瞋恚)를 말한다.
원래의 명칭은 5순하분결(五順下分結)이며, 이 낱말의 문자 그대로의 뜻은 하분계(下分界) 즉 욕계에 수순[順]하게 하는 5가지의 결(結)이다. 줄여서 5하결(五下結) 또는 5하(五下)라고도 한다.
일반적으로 '결(結)'이라는 낱말을 붙여서 유신견결(有身見結) · 계금취견결(戒禁取見結) · 의결(疑結) · 욕탐결(欲貪結) · 진에결(瞋恚結)이라고 부른다.
《대지도론》 제57권에 인용된 고타마 붓다의 가르침을 비롯한 불교 일반의 교학에 따르면, 5하분결을 모두 끊으면 성문4과 가운데 제3과인 아나함과를 증득하게 된다. 이 지위는 욕계의 모든 번뇌를 극복하여 욕계의 속박으로부터 해탈한 상태이다.

## 오향
오향(惡香)은 나쁜 냄새를 말한다.
1. 호향(好香: 좋은 냄새) · 오향(惡香: 나쁜 냄새)이 다시 각기 등향(等香: 몸에 이로운 냄새) · 부등향(不等香: 몸에 해로운 냄새)으로 나뉘어서 이루어지는 4향(四香)을 구성하는데 사용되는 한 요소이다.
2. 호향(好香: 좋은 냄새) · 오향(惡香: 나쁜 냄새) · 평등향(平等香: 좋지도 나쁘지도 않은 냄새)의 3향(三香)의 하나이다.

## 참고 문헌
- 이 문서에는 다음커뮤니케이션(현 카카오)에서 GFDL 또는 CC-SA 라이선스로 배포한 글로벌 세계대백과사전의 내용을 기초로 작성된 글이 포함되어 있습니다.
- 가전연자 지음, 승가제바·축불념 한역, 권오민 번역 (K.943, T.1543). 《아비담팔건도론》. 한글대장경 검색시스템 - 전자불전연구소 / 동국역경원. K.943(24-695), T.1543(26-771).
- 고려대장경연구소. 《고려대장경 전자 불교용어사전》. 고려대장경 지식베이스 / (사)장경도량 고려대장경연구소.
- 고익진 (1989). 《한국 고대 불교 사상사》. 동국대학교 출판부.
- 곽철환 (2003). 《시공 불교사전》. 시공사 / 네이버 지식백과.
- 구나발타라(求那跋陀羅) 한역 (K.650, T.99). 《잡아함경》. 한글대장경 검색시스템 - 전자불전연구소 / 동국역경원. K.650(18-707), T.99(2-1).
- 구나발타라 한역, 번역자 미상 (K.54, T.353). 《승만경》. 한글대장경 검색시스템 - 전자불전연구소 / 동국역경원. K.54(6-1361), T.353(12-217).
- 구마라습 한역, 차차석 번역 (K.991, T.614). 《좌선삼매경》. 한글대장경 검색시스템 - 전자불전연구소 / 동국역경원. K.991(30-128), T.614(15-269).
- 권오민 (1991). 《경량부철학의 비판적 체계 연구》. 동국대학원 철학박사 학위논문.
- 권오민 (2003). 《아비달마불교》. 민족사.
- 담무참 한역, 번역자 미상 (K.105, T.374). 《대반열반경》. 일명 《북본열반경》. 한글대장경 검색시스템 - 전자불전연구소 / 동국역경원. K.105(9-1), T.374(12-365).
- 목건련 지음, 현장 한역, 송성수 번역 (K.945, T.1537). 《아비달마법온족론》. 한글대장경 검색시스템 - 전자불전연구소 / 동국역경원. K.945(24-1091), T.1537(26-453).
- 무착 지음, 바라파밀다라 한역, 이영무 번역 (K.586, T.1604). 《대승장엄경론》. 한글대장경 검색시스템 - 전자불전연구소 / 동국역경원. K.586(16-843), T.1604(31-589).
- 무착 지음, 현장 한역 (K.571, T.1602). 《현양성교론》. 한글대장경 검색시스템 - 전자불전연구소 / 동국역경원. K.571(16-1), T.1602(31-480).
- 무착 지음, 현장 한역, 이한정 번역 (K.572, T.1605). 《대승아비달마집론》. 한글대장경 검색시스템 - 전자불전연구소 / 동국역경원. K.572(16-157), T.1605(31-663).
- 미륵 지음, 현장 한역, 강명희 번역 (K.614, T.1579). 《유가사지론》. 한글대장경 검색시스템 - 전자불전연구소 / 동국역경원. K.570(15-465), T.1579(30-279).
- 법구 지음, 승가발마 등 한역, 김형준 번역 (K.960, T.1552). 《잡아비담심론》. 한글대장경 검색시스템 - 전자불전연구소 / 동국역경원. K.960(28-391), T.1552(28-869).
- 법승 지음, 승가제바·혜원 한역, 김재천 번역 (K.959, T.1550). 《아비담심론》. 한글대장경 검색시스템 - 전자불전연구소 / 동국역경원. K.959 (28-355), T.1550 (28-809).
- 법장 술, 노혜남 번역 (K.1513, T.1733). 《화엄경탐현기》. 한글대장경 검색시스템 - 전자불전연구소 / 동국역경원. K.1513(47-458), T.1733(35-107).
- 불타야사·축불념 한역, 번역자 미상 (K.647, T.1). 《장아함경》. 한글대장경 검색시스템 - 전자불전연구소 / 동국역경원. K.647(17-815), T.1(1-1).
- 사리자 설, 현장 한역, 송성수 번역 (K.946, T.1536). 《아비달마집이문족론》. 한글대장경 검색시스템 - 전자불전연구소 / 동국역경원. K.946(24-1183), T.1536(26-367).
- 서정형 (2004). 《나가르주나 『중론』(해제)》. 서울대학교 철학사상연구소 / 네이버 지식백과.
- 서정형 (2004b). 《『밀린다팡하』(해제)》. 서울대학교 철학사상연구소 / 네이버 지식백과.
- 세우 지음, 구나발타라·보리야사 한역, 송성수 번역 (K.950, T.1541). 《중사분아비담론》. 한글대장경 검색시스템 - 전자불전연구소 / 동국역경원. K.950(25-271), T.1541(26-627).
- 세우 지음, 현장 한역, 송성수 번역 (K.949, T.1542). 《아비달마품류족론》. 한글대장경 검색시스템 - 전자불전연구소 / 동국역경원. K.949(25-149), T.1542(26-692).
- 세친 지음, 현장 한역, 권오민 번역 (K.955, T.1558). 《아비달마구사론》. 한글대장경 검색시스템 - 전자불전연구소 / 동국역경원. K.955(27-453), T.1558(29-1).
- 세친 지음, 현장 한역, 김묘주 번역 (K.594, T.1597). 《섭대승론석》. 한글대장경 검색시스템 - 전자불전연구소 / 동국역경원. K.594(17-76), T.1597(31-321).
- 세친 지음, 현장 한역, 송성수 번역 (K.618, T.1612). 《대승오온론》. 한글대장경 검색시스템 - 전자불전연구소 / 동국역경원. K.618(17-637), T.1612(31-848).
- 세친 지음, 현장 한역, 송성수 번역 (K.644, T.1614). 《대승백법명문론》. 한글대장경 검색시스템 - 전자불전연구소 / 동국역경원. K.644(17-808), T.1614(31-855).
- 승가제바(僧伽提婆) 한역. 《중아함경》. 한글대장경 검색시스템 - 전자불전연구소 / 동국역경원.
- 안혜 지음, 지바하라 한역, 조환기 번역 (K.619, T.1613). 《대승광오온론》. 한글대장경 검색시스템 - 전자불전연구소 / 동국역경원. K.619(17-641), T.1613(31-850).
- 안혜 지음, 현장 한역, 이한정 번역 (K.576, T.1605). 《대승아비달마잡집론》. 한글대장경 검색시스템 - 전자불전연구소 / 동국역경원. K.576(16-228), T.1606(31-694).
- 오백 아라한 지음, 현장 한역, 송성수 번역 (K.952, T.1545). 《아비달마대비바사론》. 한글대장경 검색시스템 - 전자불전연구소 / 동국역경원. K.952(26-1,27-1), T.1545(27-1).
- 운월 (2005). 《근본불교의 수행체계에 대하여》. 한국선학회.
- 운허.  동국역경원 편집, 편집. 《불교 사전》.
- 용수 지음, 구마라습 한역, 김성구 번역 (K.549, T.1509). 《대지도론》. 한글대장경 검색시스템 - 전자불전연구소 / 동국역경원. K.549(14-493), T.1509(25-57).
- 용수 지음, 구마라습 한역, 박인성 번역 (K.577, T.1564). 《중론》. 한글대장경 검색시스템 - 전자불전연구소 / 동국역경원. K.577(16-350), T.1564(30-1).
- 제바설마 지음, 현장 한역, 송성수 번역 (K.947, T.1539). 《아비달마식신족론》. 한글대장경 검색시스템 - 전자불전연구소 / 동국역경원. K.947 (25-1), T.1539 (26-531).
- 중현 지음, 현장 한역, 권오민 번역 (K.956, T.1562). 《아비달마순정리론》. 한글대장경 검색시스템 - 전자불전연구소 / 동국역경원. K.956(27-680), T.1562(29-329).
- 중현 지음, 현장 한역, 권오민 번역 (K.957, T.1563). 《아비달마장현종론》. 한글대장경 검색시스템 - 전자불전연구소 / 동국역경원. K.957(28-1), T.1563(29-777).
- 축불념 한역, 노혜능 번역 (K.530, T.1485). 《보살영락본업경》. 한글대장경 검색시스템 - 전자불전연구소 / 동국역경원. K.530(14-374), T.1485(24-1010).
- 최봉수 (1999). 〈색온에서의 색의 의미 - 구사론과 청정도론의 색온론을 비교하여〉. 《불교학보》.
- 현장 한역, 김달진 번역 (K.154, T.676). 《해심밀경》. 한글대장경 검색시스템 - 전자불전연구소 / 동국역경원. K.154(10-709), T.676(16-688).
- 호법 등 지음, 현장 한역, 김묘주 번역 (K.614, T.1585). 《성유식론》. 한글대장경 검색시스템 - 전자불전연구소 / 동국역경원. K.614(17-510), T.1585(31-1).
- 황욱 (1999). 《무착[Asaṅga]의 유식학설 연구》. 동국대학원 불교학과 박사학위논문.
- (영어) Bodhi, Bhikkhu (trans.) (2000). 《The Connected Discourses of the Buddha: A Translation of the Samyutta Nikaya》. Boston: Wisdom Publications. ISBN 0-86171-331-1.
- (영어) Dawson, John (1888). 《A Classical Dictionary Of Hindu Mythology And Religion Geography History And Literature》. London: Trübner.
- (영어) DDB. 《Digital Dictionary of Buddhism (電子佛教辭典)》. Edited by A. Charles Muller.
- (영어) Macdonell, Arthur Anthony (1929). 《A practical Sanskrit dictionary with transliteration, accentuation, and etymological analysis throughout》. London: Oxford University Press.
- (영어) Gethin, R.M.L. (1992). 《The Buddhist Path to Awakening: A Study of the Bodhi-Pakkhiyā Dhammā》. Leiden: E.J. Brill. ISBN 90-04-09442-3.
- (영어) Rhys Davids, Caroline A.F. ([1900], 2003). 《Buddhist Manual of Psychological Ethics, of the Fourth Century B.C., Being a Translation, now made for the First Time, from the Original Pāli, of the First Book of the Abhidhamma-Piṭaka, entitled Dhamma-Saṅgaṇi (Compendium of States or Phenomena)》. Whitefish, MT: Kessinger Publishing. ISBN 0-7661-4702-9.
- (영어) Sanskrit and Tamil Dictionaries. 《Cologne Digital Sanskrit Dictionaries》. Institute of Indology and Tamil Studies, Cologne University (www.sanskrit-lexicon.uni-koeln.de).
- (영어) Rhys Davids, T.W. & William Stede (eds.) (1921-5). 《The Pali Text Society's Pali–English Dictionary》. Chipstead: Pali Text Society.
- (영어) Thanissaro Bhikkhu (1996, 1998). 《Wings to Awakening》. Retrieved 2008-07-07 from "Access to Insight" at http://www.accesstoinsight.org/lib/authors/thanissaro/wings/index.html.
- (중국어) 가다연니자 조, 현장 한역 (T.1544). 《아비달마발지론(阿毘達磨發智論)》. 대정신수대장경. T26, No. 1544, CBETA.
- (중국어) 가전연자 지음, 승가제바·축불념 한역 (T.1543). 《아비담팔건도론(阿毘曇八犍度論)》. 대정신수대장경. T26, No. 1543, CBETA.
- (중국어) 구나발타라(求那跋陀羅) 한역 (T.99). 《잡아함경(雜阿含經)》. 대정신수대장경. T2, No. 99, CBETA.
- (중국어) 구나발타라 한역 (T.353). 《승만경(勝鬘經)》. 대정신수대장경. T12, No. 353, CBETA.
- (중국어) 구마라습 한역 (T.614). 《좌선삼매경(坐禪三昧經)》. 대정신수대장경. T15, No. 614, CBETA. }
- (중국어) 규기 찬 (T.1830). 《성유식론술기(成唯識論述記)》. 대정신수대장경. T43, No. 1830, CBETA.
- (중국어) 규기 찬 (T.1861). 《대승법원의림장(大乘法苑義林章)》. 대정신수대장경. T45, No. 1861, CBETA.
- (중국어) 길장 찬 (T.1744). 《승만보굴(勝鬘寶窟)》. 대정신수대장경. T37, No. 1744, CBETA.
- (중국어) 담무참 한역 (T.374). 《대반열반경(大般涅槃經)》. 일명 《북본열반경》. 대정신수대장경. T12, No. 374, CBETA.
- (중국어) 목건련 조, 현장 한역 (T.1537). 《아비달마법온족론(阿毘達磨法蘊足論)》. 대정신수대장경. T26, No. 1537, CBETA.
- (중국어) 무착 조, 바라파밀다라 한역 (T.1604). 《대승장엄경론(大乘莊嚴經論)》. 대정신수대장경. T31, No. 1604, CBETA.
- (중국어) 무착 조, 현장 한역 (T.1602). 《현양성교론(顯揚聖教論)》. 대정신수대장경. T31, No. 1602, CBETA.
- (중국어) 무착 조, 현장 한역 (T.1605). 《대승아비달마집론(大乘阿毘達磨集論)》. 대정신수대장경. T31, No. 1605, CBETA.
- (중국어) 미륵 조, 현장 한역 (T.1579). 《유가사지론(瑜伽師地論)》. 대정신수대장경. T30, No. 1579. CBETA.
- (중국어) 법구 조, 승가발마 등 한역 (T.1552). 《잡아비담심론(雜阿毘曇心論)》. 대정신수대장경. T28, No. 1552, CBETA.
- (중국어) 법승 조, 승가제바·혜원 한역 (T.1550). 《아비담심론(阿毘曇心論)》. 대정신수대장경. T28, No. 1550, CBETA.
- (중국어) 법운 편찬 (T.2131). 《번역명의집(翻譯名義集)》. 대정신수대장경. T54, No. 2131, CBETA.
- (중국어) 법장 술 (T.1733). 《화엄경탐현기(華嚴經探玄記)》. 대정신수대장경. T35, No. 1733, CBETA.
- (중국어) 佛門網. 《佛學辭典(불학사전)》.
- (중국어) 불타야사·축불념 한역 (T.1). 《장아함경(長阿含經)》. 대정신수대장경. T1, No. 1, CBETA. }
- (중국어) 사리자 설, 현장 한역 (T.1536). 《아비달마집이문족론(阿毘達磨集異門足論)》. 대정신수대장경. T26, No. 1536, CBETA.
- (중국어) 색건타라 조, 현장 한역 (T.1554). 《입아비달마론(入阿毘達磨論)》. 대정신수대장경. T28, No. 1554, CBETA. }
- (중국어) 星雲. 《佛光大辭典(불광대사전)》 3판.
- (중국어) 세우 조, 구나발타라·보리야사 한역 (T.1541). 《중사분아비담론(眾事分阿毘曇論)》. 대정신수대장경. T26, No. 1541, CBETA.
- (중국어) 세우 조, 현장 한역 (T.1542). 《아비달마품류족론(阿毘達磨品類足論)》. 대정신수대장경. T26, No. 1542, CBETA.
- (중국어) 세친 조, 진제 한역 (T.1559). 《아비달마구사석론(阿毘達磨俱舍釋論)》. 대정신수대장경. T29, No. 1559, CBETA.
- (중국어) 세친 조, 현장 한역 (T.1558). 《아비달마구사론(阿毘達磨俱舍論)》. 대정신수대장경. T29, No. 1558, CBETA.
- (중국어) 세친 조, 현장 한역 (T.1597). 《섭대승론석(攝大乘論釋)》. 대정신수대장경. T31, No. 1597, CBETA.
- (중국어) 세친 조, 현장 한역 (T.1612). 《대승오온론(大乘五蘊論)》. 대정신수대장경. T31, No. 1612, CBETA.
- (중국어) 세친 조, 현장 한역 (T.1614). 《대승백법명문론(大乘百法明門論)》. 대정신수대장경. T31, No. 1614, CBETA.
- (중국어) 세친 조, 현장 한역, 규기 주해 (T.1836). 《대승백법명문론해(大乘百法明門論解)》. 대정신수대장경. T44, No. 1836_, CBETA.
- (중국어) 승가제바(僧伽提婆) 한역 (T.26). 《중아함경(中阿含經)》. 대정신수대장경. T1, No. 26, CBETA.
- (중국어) 阿含辭典. 《阿含辭典(아함사전)》.
- (중국어) 안혜 조, 지바하라 한역 (T.1613). 《대승광오온론(大乘廣五蘊論)》. 대정신수대장경. T31, No. 1613, CBETA.
- (중국어) 안혜 조, 현장 한역 (T.1606). 《대승아비달마잡집론(大乘阿毘達磨雜集論)》. 대정신수대장경. T31, No. 1606, CBETA.
- (중국어) 연수 편찬 (T.2016). 《종경록(宗鏡錄)》. 대정신수대장경. T48, No. 2016, CBETA.
- (중국어) 오백 아라한 조, 현장 한역 (T.1545). 《아비달마대비바사론(阿毘達磨大毘婆沙論)》. 대정신수대장경. T27, No. 1545, CBETA.
- (중국어) 용수 조, 구마라습 한역 (T.1509). 《대지도론(大智度論)》. 대정신수대장경. T25, No. 1509, CBETA. }
- (중국어) 용수 조, 구마라습 한역 (T.1564). 《중론(中論)》. 대정신수대장경. T30, No. 1564, CBETA.
- (중국어) 원측 찬 (X.369). 《해심밀경소(解深密經疏)》. 만신찬속장경. X21, No. 369, CBETA.
- (중국어) 원휘(圓暉) (T.1823). 《구사론송소론본(俱舍論頌疏論本)》. 대정신수대장경. T41, No. 1823, CBETA.
- (중국어) 丁福保. 《佛學大辭典(불학대사전)》. 一行佛學辭典搜尋.
- (중국어) 제관 록 (T.1931). 《천태사교의(天台四教儀)》. 대정신수대장경. T46, No. 1931, CBETA.
- (중국어) 제바설마 조, 현장 한역 (T.1539). 《아비달마식신족론(阿毘達磨識身足論)》. 대정신수대장경. T26, No. 1539, CBETA.
- (중국어) 중현 조, 현장 한역 (T.1562). 《아비달마순정리론(阿毘達磨順正理論)》. 대정신수대장경. T29, No. 1562, CBETA.
- (중국어) 중현 조, 현장 한역 (T.1563). 《아비달마장현종론(阿毘達磨藏顯宗論)》. 대정신수대장경. T29, No. 1563, CBETA.
- (중국어) 지의 설, 관정 록 (T.1783). 《금광명경현의(金光明經玄義)》. 대정신수대장경. T39, No. 1783, CBETA. }
- (중국어) 지의 설, 법신 기 (T.1916). 《석선바라밀차제법문(釋禪波羅蜜次第法門)》. 대정신수대장경. T46, No. 1916, CBETA.
- (중국어) 축불념 한역 (T.1485). 《보살영락본업경(菩薩瓔珞本業經)》. 대정신수대장경. T24, No. 1485, CBETA.
- (중국어) 현장 한역 (T.1563). 《해심밀경(解深蜜經)》. 대정신수대장경. T16, No. 676, CBETA.
- (중국어) 혜원 찬 (T.1851). 《대승의장(大乘義章)》. 대정신수대장경. T44, No. 1851, CBETA.
- (중국어) 호법 등 지음, 현장 한역 (T.1585). 《성유식론(成唯識論)》. 대정신수대장경. T31, No. 1585, CBETA.